# スガイ
スガイ（酢貝）Lunella coreensis は、腹足綱リュウテン科に分類されるサザエに似た小型の巻貝の一種。極東温帯域の潮間帯に生息して藻類などを食べる。食用貝。

## 概要
極東の潮間帯に生息し、日本の磯に於いてはイボニシなどともに普通に見られる種の一つである。特に西日本の静穏な海岸域では個体数が多い。食用種。和名はその蓋を酢に入れて自然に動くのを楽しんだことに由来する。このため「酢貝」という名は本来は本種の蓋に対する名であって、貝自体にはカラクモガイ（唐雲貝）などの名がある。他に郎君子、相思螺、津美（つび）、鬼眼睛、雌雄石などの名があるが、そのうちのいくつかは「酢貝」と同様に本種の蓋に付けられたものである。
20世紀中は、より南方に分布するカンギクの亜種とされることも多く、両者は殻の突起の強弱などで区別されて来たが、ミトコンドリアDNAによる系統解析を行ったNakaneら（2007）はスガイとカンギクはそれぞれが独立種であると結論した。しかしカンギクの殻の突起は環境によっても変化することが知られており、ときにはカンギクとスガイとの中間的な外見をもつ個体もあるため、殻の外見での区別が容易でない場合もある。

## 分布
日本、朝鮮半島

## 形態

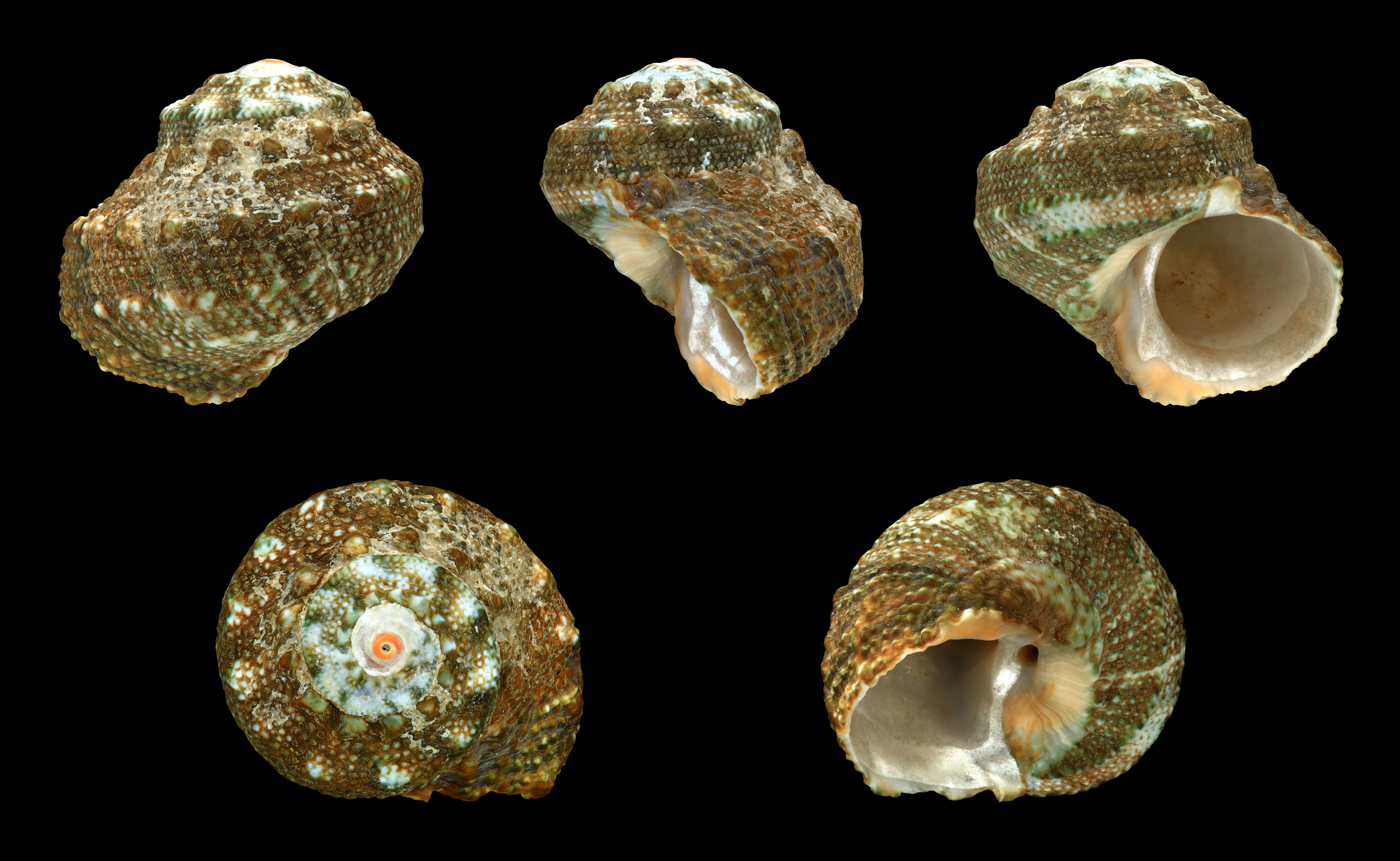
スガイの貝殻（日本産）

殻径2 - 3センチメートルのつぶれた独楽型で、サザエを丸く小さくし螺塔部を押し込んで平たくしたような形をしている。硬く厚い石灰質の蓋をもつことや、殻の内側に真珠層が発達することなどもサザエと同じであるが、螺塔はほとんど高まらないため、上面は弱いドーム状で、ときには平坦に近いものもある。成貝では殻頂が摩滅していることも多く、その場合は殻頂中央に小さな穴が開いたようになり、その周りがオレンジ色を帯びているのが普通である。殻底と肩にはそれぞれ結節を持った螺肋を持つほか、殻表には顆粒状の細い螺肋を複数持つ。特に幼貝では肩が角張るが、成貝では大分丸みを帯びるものが多くなる。
殻色は多少の絣模様を持った黄褐色、赤褐色、緑褐色などで若干の変異があるが、殻面はやや厚い褐色の殻皮で覆われ、さらに上記のカイゴロモに覆われることも多いため磯では総じて暗緑色に見えることが多い。殻質は厚く、持つと大きさの割には重厚感がある。臍孔は幼貝では開くが、成貝ではほとんどの個体で閉じている。
蓋は円形で厚く、内面は平たく外面は半球状に盛り上がっている。外面中央部はほぼ白色で、周縁部から暗緑色が一部溶け込んだような色彩をしている。表面には磨り減ったような極く弱い多数のイボ状彫刻が認められるが、全体にはほぼ滑らかでサザエの蓋のような明瞭な凹凸はない。本来の蓋は渦巻き模様が見えるクチクラ質でできた内側の褐色の部分で、外面に炭酸カルシウム層が沈着して厚くなる石灰質の蓋はリュウテン科の派生形質である。
軟体はサザエと基本的に同じで、体表には緑がかった地に暗色の線状班が多数あって全体に黒っぽく見える。頭部には触角が1対あり、その基部の内側には1対の眉毛のような肉襞が、外側基部には目がある。両目の後方は肉が襞状に伸びており、活動時はこれらが半筒状に丸まって管状になり、左の襞が入水孔、右の襞は出水孔として機能する。腹足の裏は2分して左右を交互に動かして歩く。腹足の上部周縁には数対の上足突起（触角に似た長い触手）がある。

## 生態
北海道南部～九州南部、朝鮮半島などの沿岸に広く分布するとされるが、基本的には暖流系のグループであるため、本州中部以北の太平洋岸ではあまり多くない。潮間帯の岩礁や転石地などに生息し、特に比較的穏やかな磯を好む。昼間は岩と岩の間や転石下に見られるが、夜間は表面に出て這って採餌する。藻食性で、岩などに付着した藻類を食べる。そのため全くの泥や砂しかない場所には生息しない。雌雄異体で、放精と放卵によって受精する。
本種の殻表にはしばしばシオグサ属の緑藻のカイゴロモ Cladophora conchopheria が生育し、その群落が殻表をビロード状に覆うために貝全体が藻の団子のように見えることがある。このカイゴロモはスガイの殻上にのみに生育するが、その理由は不明である。

## 分類
科
伝統的にリュウテン科 Turbinidae に分類されており、科位は安定している。Turbinidae の科和名は他にリュウテンサザエ科やサザエ科とされる場合もある。科のタイプ属はリュウテン属 Turbo で、この属のタイプ種はリュウテンである。
属
属に関してはオオベソスガイ属 Lunella をリュウテン属 Turobo の亜属とする考え方と、独立属とする考え方があるが、21世紀初頭以降は独立の属とするのが一般的である。Lunella（女性名詞）は「小さい月」の意でこの仲間の満月型の蓋に因み、Turbo（男性名詞）は独楽のことでサザエ類の殻型に因むが、両属名で性が異なるため、どちらの属に置くかによって種小名の語尾も変化する場合がある。
種
スガイはカンギク Lunella granulata の亜種やカンムリスガイ Lunella coronata の亜種とされることもあったが、分子系統解析の結果からはいずれも独立種で、スガイはカンギクとオガサワスガイ Lunella ogasawarana とを合わせた系統の姉妹群に位置付けられている。カンムリスガイは主としてインド洋西部に分布し、周縁の突起が短い角状に発達して本属では最もゴツゴツした殻をもつ種で、遺伝的にも分布域も離れている。

### 近似種
スガイが分類されるオオベソスガイ属 Lunella の現生種は10種程度が命名されているが、日本周辺から以下の種が知られている。
- カンギク（寒菊）Lunella granulata (Gmelin, 1791)

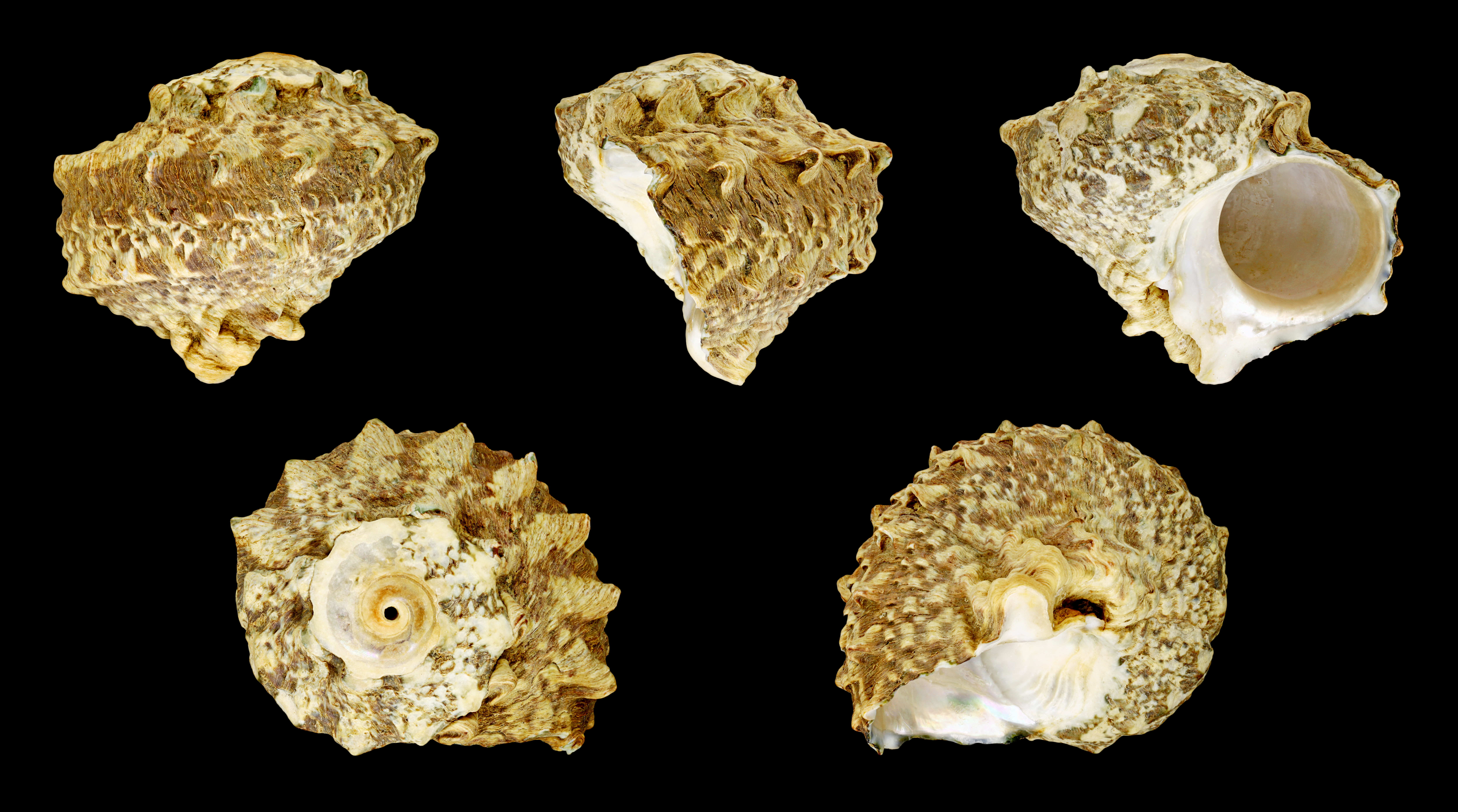
カンギク

殻径3 - 5センチメートル。紀伊半島以南、台湾、中国南部の潮間帯岩礁地に生息する。和名は殻頂側から見ると突起などが菊の花のように見えることによる。スガイよりもやや波浪の強い場所に多いという。食用。形状などはスガイに類似するが、肩の結節や顆粒状の羅肋がより顕著なことや、成貝となっても臍孔が開いていることなどから区別される。蓋は外面中央が帯緑色で周縁が白色となり、他のスガイ類と逆のパターンを示す。ただし殻の突起は波浪などの環境要因によって変化するとされ、日本南部では外見のみからスガイと区別するのが容易でない個体もある。分子系統からは、カンギクはオガサワラスガイに最も近く、スガイはこれら2種を合わせた系統の姉妹群に当たるという結果が発表されている。
- オオベソスガイ（大臍酢貝）Lunella cinerea (Born, 1778)

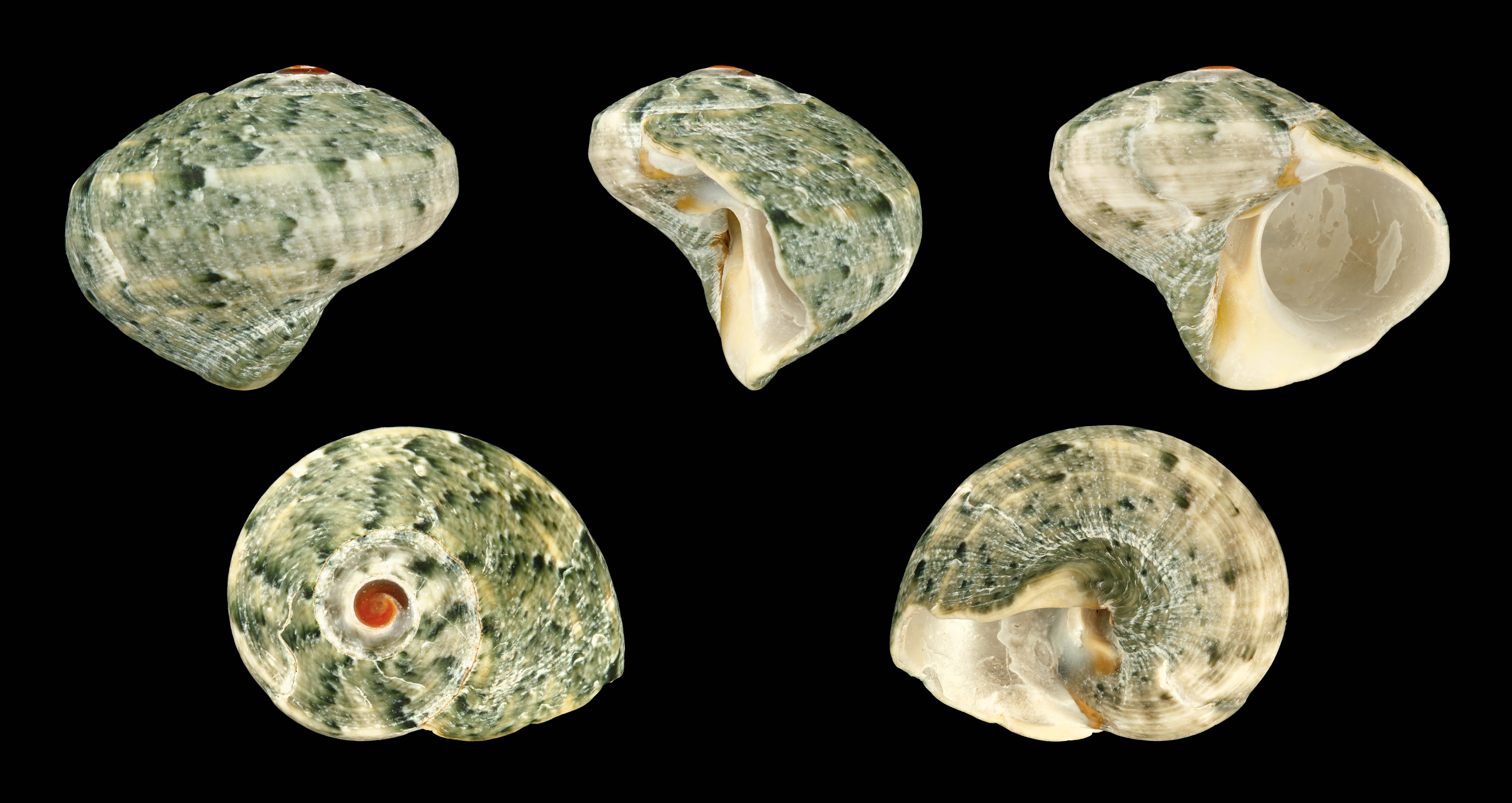
オオベソスガイ

殻径4センチメートル前後。食用。オオベソスガイ属 Lunella Röding, 1798 のタイプ種。奄美群島以南の熱帯太平洋の潮間帯の岩礁、転石地に分布し、スガイ同様に波静かな環境に多い。ただしDNA解析の結果では、本種とされるものには複数の隠蔽種が含まれているとされる。日本のオオベソスガイは、オオベソスガイのタイプ標本に最も近いと推定される一群に含まれ、これはフィリピン、ボルネオ、セレベス周辺までに分布するとされる。大臍の名の通り臍孔が常に明瞭に開くのが特徴の一つである。殻表は比較的滑らかで目立つ突起などはなく、僅かなイボ状、あるいは縄文状の彫刻が見られる程度である。螺塔はほとんど平坦で、殻口の下端は伸びる。殻表には不規則で細かい模様があり、淡緑色や灰褐色、オレンジ色など変異が多い。一般に周縁部は淡色になる。蓋はスガイに似る。オオベソスガイという和名は、1919年に岩川友太郎によって次のオガサワラスガイに対し付けられた名であったが、長期に渡って両者が混同された結果、本種 L. cinerea の和名として定着してしまったため、「本来のオオベソスガイ」であった小笠原のものにはオガサワラスガイという別名が与えられた。
- オガサワラスガイ Lunella ogasawarana Nakanao, Takahashi et Ozawa, 2007

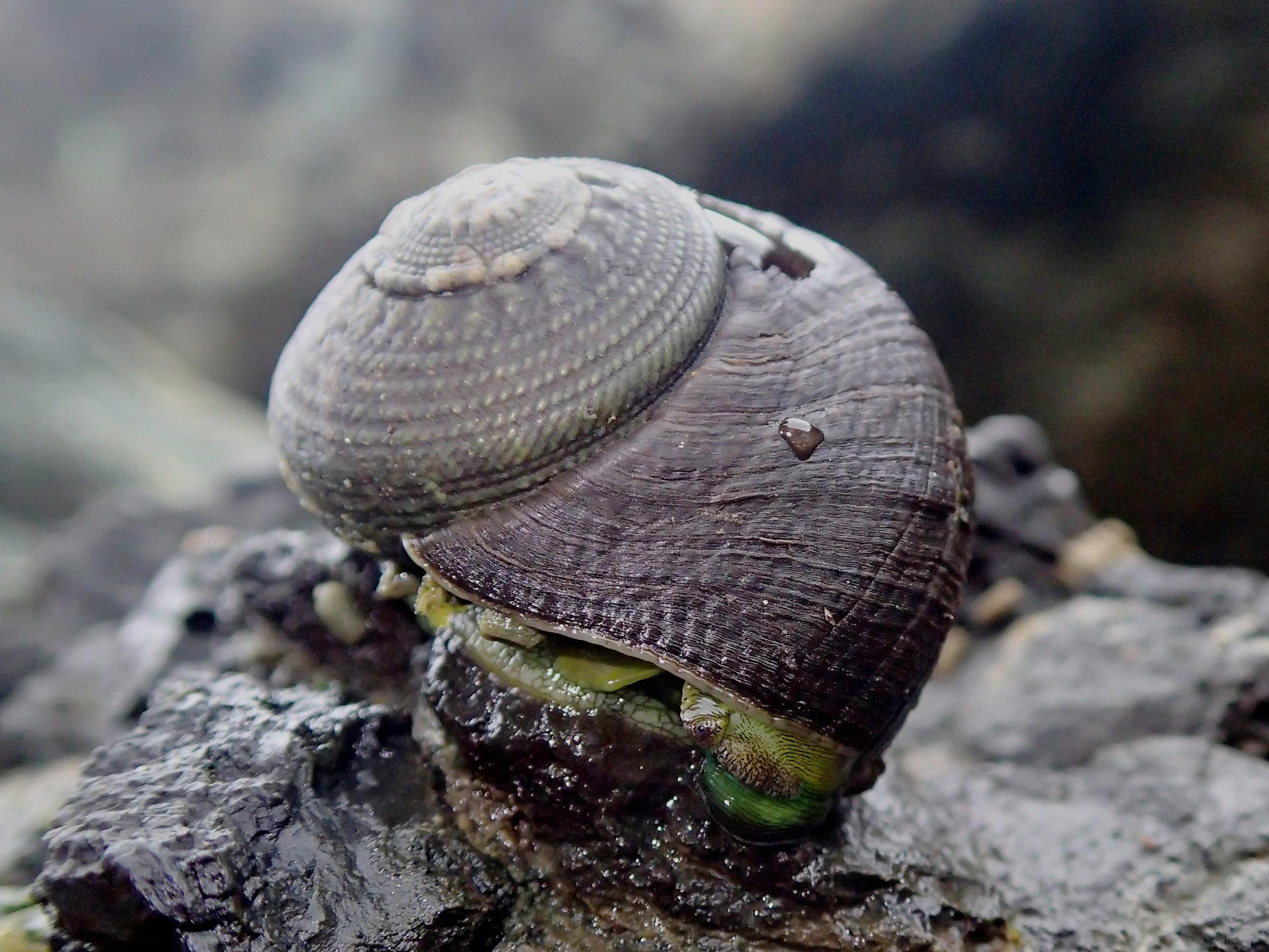
オガサワラスガイ

永らく有効な学名のない種であったが、2007年に新種として記載された。殻径は最大で4センチメートル前後になる。斑紋が全くなく全体が単調な暗緑色で臍孔が明瞭に開く。殻表には細かく弱いイボ状彫刻があるが、目立つ突起はない。蓋はスガイに似る。小笠原諸島の父島と兄島の波静かな転石海岸の潮間帯に生息する。同諸島の固有種で古くは多産したが、20世紀末頃から個体数の減少が顕著になり、『東京都の保護上重要な野生生物種－1998年版－』では「CR：絶滅寸前」と評価された。本種自体は既に1847年にフランスのキーナー（Kiener）という学者によって図示され、Turbo lugubris という学名も与えられていたが、当時すでに同じ学名の別種があったため新参一次同名（記載された時点で既に同じ学名の種が他に存在しているために無効名となる状態）となり、無学名の状態となっていたものである。
- †クロダスガイ Lunella kurodai Itoigawa, 1955 [7]

本州の中新世から知られる化石種。タイプ産地は岐阜県恵那市（旧岩村町）本郷上切の瑞浪層群で、広島県の備北層群からも知られる。周縁にはコブがほとんど発達しないが、顆粒状の彫刻などからスガイやカンギクのグループに含まれると推定されている。京都大学総合博物館所蔵のホロタイプの写真がウェブ上で公開されている。
- †Lunella miyarensis MacNeil, 1964 [9]

石垣島の宮良層（始新世）から記載された化石種。
- Lunella jungi (Lai, 2006)[10]

21世紀になって台湾から記載された種。日本近海の他の種とは遺伝的に大きく異なり、別の種群とされる。螺肋は明瞭だが、結節状の突起は全くなく殻表はむしろ滑らかで、スガイに比べると螺塔もやや高い。台湾名は鍾氏珠螺。

## 人間による利用
日本では磯で普通に見られることから、昔から磯遊びの対象として親しまれてきた。著名な例としてこの貝の蓋を半球面側を下にして酢に浸すと、酸で蓋の石灰質が溶解する際に、二酸化炭素の気泡を出しつつ、くるくると回転することから、古くから子供の遊びとなっていたという。冒頭に述べたように「酢貝」という名はこの遊びに由来し、本来は蓋のみの呼称で、本体の方にはカラクモガイ（唐雲貝）の名がある。
また、近似種も含め食用として利用され、煮貝、塩茹で、味噌汁などでサザエと同様のほろ苦さと磯の香りを有し美味とされる。広く一般に流通することは稀で産地で消費されることがほとんどである。